# Малые Параты
Малые Параты (мар. Чодыраял) — деревня в Волжском районе Республики Марий Эл. Входит в состав Помарского сельского поселения.

## География
Находится в южной части республики Марий Эл на расстоянии приблизительно 4 км по прямой на север-северо-восток от районного центра города Волжск.

## История
Известна с 1825 года как лесной околоток № 59. В 1889 году в деревне было 50 дворов и 237 жителей, в 1923 — 78 дворов и 392 жителя, в 1980—122 хозяйства и 427 жителей. В советское время работали колхозы «У пасу», им. Кирова и совхоз «Волжский».

## Население
Население составляло 331 человек (мари 96 %) в 2002 году, 346 в 2010.